# 奧蘭治-拿騷的克勞斯-卡西米爾伯爵
克劳斯-卡西米尔·伯恩哈德·马里乌斯·马克斯（Claus-Casimir Bernhard Marius Max，2004年3月21日—），荷兰王室成员，伯爵，奥兰治-拿骚伯爵，阿姆斯貝格勋爵。是贝娅特丽克丝女王和克劳斯亲王唯一的孙子，康士坦丁王子和劳倫蒂王妃殿下的独子，也是荷兰王位的第六继承人。

## 生平
2022年，克劳斯-卡西米尔伯爵移居法國首都巴黎，在ESCP欧洲高等商学院學習管理課程。

### 創業
姐姐埃洛伊絲女伯爵公開表示弟弟克劳斯-卡西米尔將經營自己的運動鞋網路商店Grails Plug。此外，他和一些校友在戈登斯頓寄宿學校期間獲得了蘇格蘭青年企業獎。後來他還與合夥人成立了一家私人公司；OSOC BV 在這家控股公司下，他們成立了另一家運動鞋公司：MySneakers。他還有另一個項目，即社交媒體營銷機構，名為Orange Media。

### 名字
- 克劳斯：指的是他祖父克勞斯親王
- 卡西米尔：指的是兩位拿騷-迪茨伯爵、一位拿騷-迪茨親王亨德里克·卡西米尔二世
- 伯恩哈德：指的是他的曾祖父伯恩哈德王子
- 马里乌斯：指的是他的母親劳倫蒂王妃的弟弟
- 马克斯：指的是他的父親康士坦丁王子的教父馬克斯·科恩斯塔姆

## 頭銜
根據2001年5月11日的皇家法令，nr. 227， 康士坦丁王子的所有子女和男性後裔都將成為奧蘭治-拿騷的伯爵和女伯爵，尊稱Jonkheer或Jonkvrouwe van Amsberg，並擁有 Van Oranje-Nassau van Amsberg 的姓氏。由於克劳斯-卡西米尔是贝娅特丽克丝女王唯一的孫子，他目前是貝婭特麗克絲女王的孫輩中唯一能夠將這個頭銜傳給他的孩子的人。
- 2004年3月21日 – 至今: 奧蘭治-拿騷伯爵克勞斯-卡西米爾、阿姆斯貝格勋爵閣下 （His High-born  Count Claus-Casimir of Orange-Nassau，Jonkheer van Amsberg）